# グロッティの歌

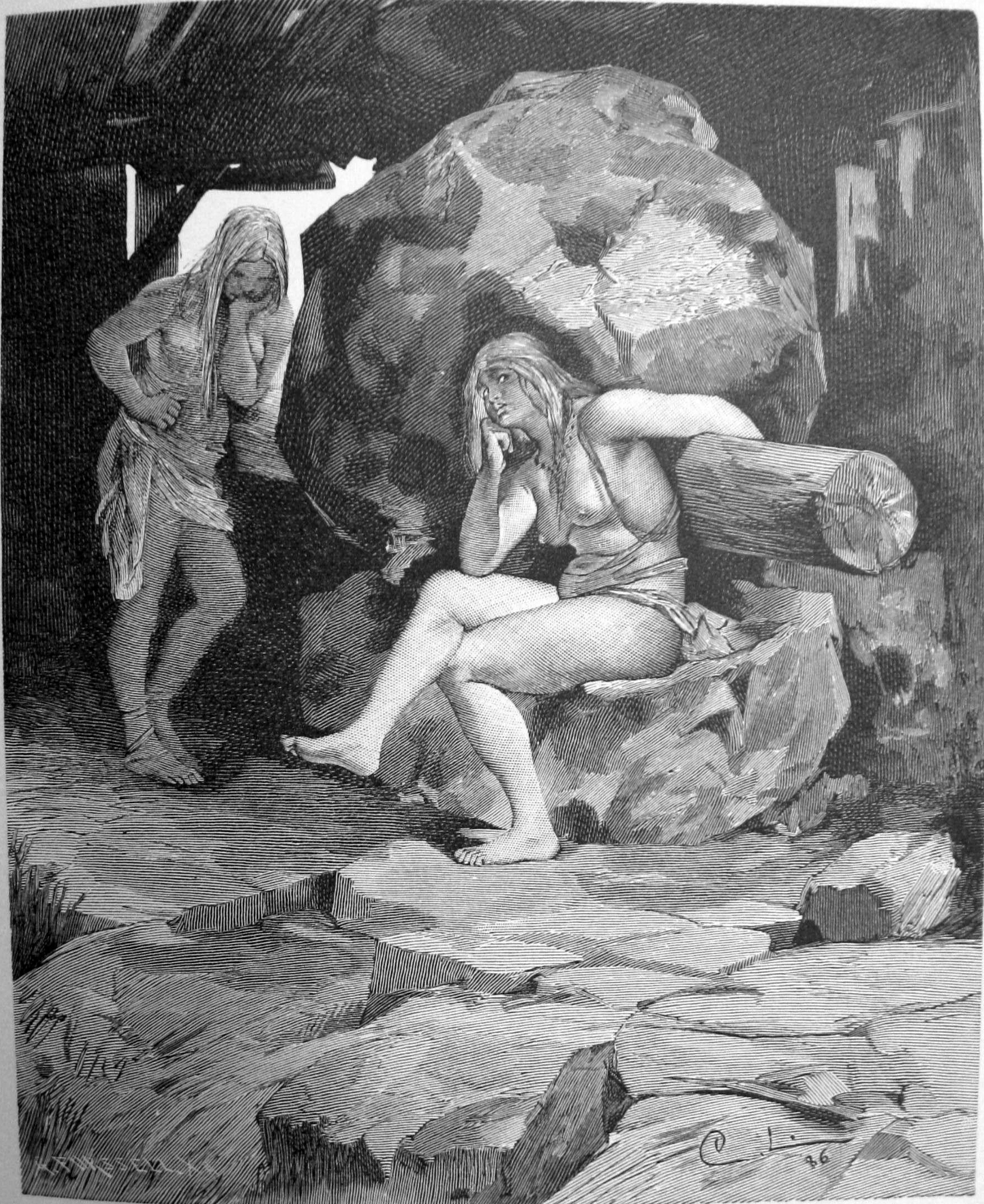
グロッティの傍らのフェニヤとメニヤ。

『グロッティの歌』（グロッティのうた。古ノルド語：Gróttasǫngr, Grottasöngr）とは、古ノルド語詩(en)の一編である。『石臼の歌』とも。

## 概要
詩は時に、北欧神話を現代に伝える『詩のエッダ』の中に数え入れられている。
また、その物語の前後の事情を説明する神話とともに、スノッリ・ストゥルルソンの『散文エッダ』の写本のひとつに残されている。
神話はまた、少しずつ変化しながら北欧の童話として独立して残った。
そしてペテル・クリスティン・アスビョルンセンとヨルゲン・モーによって、彼らの著作『Norske Folkeeventyr』に『海の水の塩辛いわけ』という名前で収録された。

## 『散文エッダ』
スノッリは、『散文エッダ』第二部『詩語法』において次の物語を語っている。
スキョルド（en。オーディンの子）は、今日デンマークと呼ばれる国ゴットランドを統治した。
スキョルドは彼の王権を継ぐフリズレイヴ(en)という名の子を得た。
フリズレイヴにはフロージという名の子がいた。
彼がフリズレイヴの後を継いで王になったが、これは、アウグストゥスが地上に平和を宣言した時代であり、そしておそらくイエス・キリストもこの頃に生まれている。
平和が北欧を広く支配したが、それは「フロージの平和」と呼ばれていた。
北欧は平和だった。たとえ、ある人が、彼の父や兄弟を殺した者が自由でいたり拘束されていたりするのと出会っても、人は相手を傷つけなかった。
また、略奪者もいなかった。
そのため金色の腕輪は、長い間、イェリングの荒野に残っていることができた。
さて、王フロージはスウェーデンに王フィヨルニルを訪ねた。
そして彼はフィヨルニルから、2人の女の奴隷を買ったが、フェニヤとメニヤという名のこの女巨人は体つきが大きく、力も強かった。
デンマークには、人がそれらを使うにはまるで力が足りないほど大きな、2個の石臼(Millstone)があった。
しかしそれらの石臼を回した人は、自分が願うどんなものも石臼に生み出させることができた。
この石臼はグロッティ (Grótti) と呼ばれていた。それはヘンギキョフト (Hengikjöptr) によってフロージに与えられたものだった。
フロージはフェニヤとメニヤに石臼の作業を義務づけた。そして彼のために黄金、平和、幸福を碾くよう命じた。
さらに彼は、詩を朗唱する間またはカッコウの沈黙より長くは、フェニヤとメニヤに休憩も睡眠も与えなかった。
フェニヤとメニヤは復讐のために、「グロッティの歌」という名の歌（それ自体が詩である）を歌い始めた。
そして歌い終える前に、2人はミューシング（ミシンゲルとも）という名の海王（en）に率いられる軍勢を生み出した。
ミューシングは夜の間にフロージを攻撃し、彼を殺して、多くの略奪品を持って去った。
これが「フロージの平和」の終わりであった。
ミューシングはフェニヤとメニヤを連れ出したばかりかグロッティも持ち出して自分の船に乗せた。そしてすぐに2人に塩を碾くように命じた。（塩を売るためであったともいわれている。）
真夜中、2人はミューシングが十分な量の塩を得たのではないかと彼に尋ねた。
しかしミューシングは、さらに碾くようにフェニヤとメニヤに頼んだ。
船は海上にあった。ほんの短い間石臼が回って塩が碾き出されると、船は塩の重みに耐えられなくなり、海中に沈んだ。

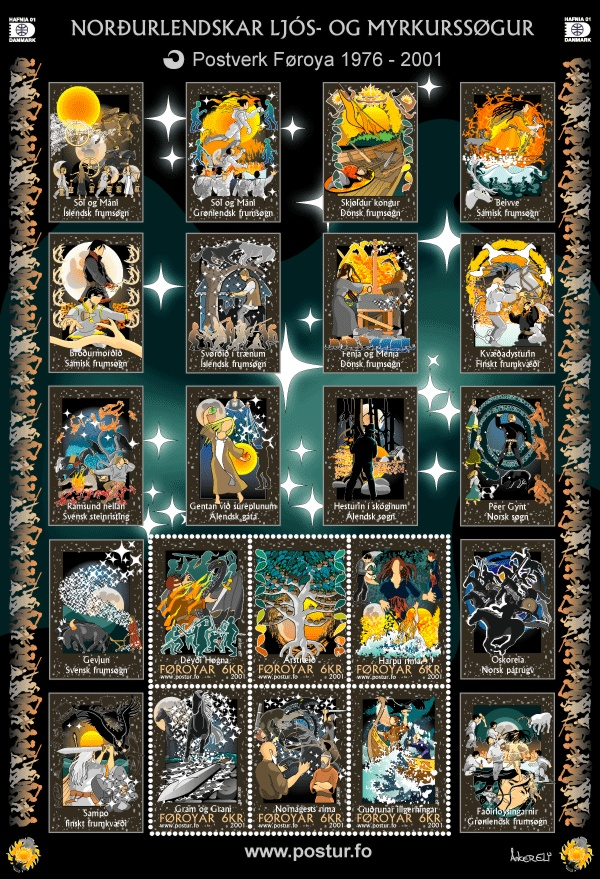
フェロー諸島で2001年に発行された郵便切手シートの台紙に描かれた中に、グロッティを回すフェニヤとメニヤが描かれている（台紙の上から2段目、右から2列目。要拡大）。

海の水が石臼の中心の穴を通って流れ込み始めると、巨大な渦が生まれた。
その時から海は塩辛く変化し始めた。

## 『詩のエッダ』
『グロッティの歌』は、時に『詩のエッダ』にも数え入れられることがある。
10世紀に詩人エギルが作った詩に「フロージの石臼」という表現があり、この頃にはよく知られていた詩だと考えられている。デンマークからノルウェーに伝わったと考えられている。前述の『散文エッダ』にこの詩の一部が引用された。
詩は、「未来が読める」といわれるフェニヤとメニヤが、フロージの元へ連れてこられ、石臼を碾く作業を命じられるところから始まる。他の奴隷が眠る夜も作業を続けなければならない2人が歌う歌が、詩の大半を構成している。
その歌では、2人が山の巨人のイジとアウルニル兄弟から生まれたこと、自分たちが山から巨石や巨岩を転げ落としたために人間達の前に今それがあること、スヴィージオーズ（スウェーデン）での戦争に参加して戦い、勝利をもたらしたことを歌う。さらに、フロージの城に敵が押し寄せてきて火をかけること、フロージがフレイズの玉座も腕輪も石臼も失うこと、そしてユルサ(en)の子であり弟でもある英雄フロールヴ・クラキが、ハールヴダナル(en)と共にフロージに復讐することを歌い、最後に力任せに石臼を碾いてこれを真二つにしてしまった。
なお、研究者ベンジャミン・ソープは、『散文エッダ』での石臼強奪と海底で臼が塩を碾き出しているという話は後代の加筆であり、本来の話は、石臼がフロージの城で破壊されるところで終わっていただろうと考えている。

## ケニング
フロージのために石臼から黄金を碾き出したことにちなんで、黄金は「フロージの粉」というケニングで呼ばれている。
また、詩人スネービョルンが作った詩には、グロッティが海のケニングとして用いられている例がある。同じ詩の中には「英雄アムロージの石臼」という表現も海のケニングとして用いられている
。

## フロージについて
北欧に平和と豊かさを導いたフロージ王とは、伝説の中で人間の王に変わった豊穣神フレイの姿であると、多くの専門家は考えている。したがってこの神話は、かつてフレイ（フロージ）がどのようにして北欧に平和と豊かさをもたらし、それがどのように終わったのかを伝える物語であるとされる。

## 他の神話との類似性
吉田敦彦の指摘では、古代ギリシアの叙事詩『オデュッセイア』に、この神話と類似した構造がみられるという。
『オデュッセイア』では、英雄オデュッセウスが故郷へ帰り着くと、妻に求婚する人々が彼の館を占拠し恣に資産を浪費していた。
それは、平和で豊かな北欧の「黄金時代」を連想させるような描写である。
第20歌においてオデュッセウスは、明け方の空を仰いでゼウスに祈り、館にいる者の口から託宣の言葉を聞かせてほしいこと、屋外ではゼウス自身に兆（きざ）しを現してほしいことを祈る。
するとゼウスが彼方の空で雷鳴を轟かす。
さらに、他の奴隷が仕事を終えて眠った後もノルマを果たせず一晩中碾き臼で作業をしていた奴隷の女が、雷鳴に気付き、「ゼウスがこの雷鳴を誰かのために兆しとして現したのなら、私の言葉も聞いてほしい、私に粉を碾かせて苦しめた求婚者たちの今日の食事が彼らの最後の食事となるように」と言う。これがオデュッセウスの耳に届き、彼は求婚者たちが滅びることを知る。
そして海からやってきたミューシングの攻撃でフロージが殺されて北欧の平和が終わるように、海を渡って帰還したオデュッセウスによって求婚者たちは殺され、その快楽の日々に終止符を打たれた。
いずれの神話の「黄金時代」も、一晩中臼を碾かされるという過酷な労働に苦しめられていた奴隷の女の呪いの言葉がきっかけとなって、突然破滅して終わってしまうのである。